# Shihan
Shihan (師範?) è un termine giapponese, usato in diverse arti marziali giapponesi come suffisso onorifico per istruttori particolarmente esperti e del livello più alto.
Nell'aikidō è un titolo utilizzato per gli istruttori di livello più alto, a partire dal sesto dan, che richiede moltissimi anni di pratica per essere raggiunto.
Si tratta comunque di un termine spesso abusato in Occidente, che perlopiù non ha un significato specifico e che non dovrebbe venire utilizzato colloquialmente.